# Acropyga kinomurai
Acropyga kinomurai é uma espécie de formiga do gênero Acropyga, pertencente à subfamília Formicinae